# 아조루빈
아조루빈(Azorubine)은 2개의 나프탈렌 아단위로 구성된 아조 염료이다. 빨간색의 고체이다. 발효 후 열처리되는 음식에 주로 사용된다. E 번호는 E122이다.

## 용도
미국에서 이 물질의 색은 1939년 FD&C Red No. 10로 등재되었으며 특별히 규정된 약물과 화장품에만 사용되었다. 안전에 필요한 연구 관심 부족으로 1963년 목록에서 제거되었다. 미국에서는 음식에 사용되지 않았다.
EU에서 아조루빈의 E 번호는 E122이며 특정 음식 및 음료(예: 치즈, 건조과일, 일부 술)에 사용이 허가되며 약물의 첨가제 목적의 사용이 허가된다.:4:16